# The Gifted (série télévisée, 2018)
Ne pas confondre avec la série télévisée américaine homonyme The Gifted (série télévisée, 2017)
Pour les articles homonymes, voir Gifted (homonymie).
The Gifted (thaï : The Gifted นักเรียนพลังกิฟต์; The Gifted: Nakrian Phalang Kif) est une série télévisée thaïlandaise diffusée du 5 août au 4 novembre 2018 sur One31.

## Synopsis
Ritdha High School est un lycée où les élèves sont répartis, selon leurs résultats académiques, dans des classes de niveau. Ce système très hiérarchisé ouvre des privilèges pour les élèves des meilleurs niveaux afin de les inciter à progresser. Un examen de placement obligatoire ("Placement Exam") est organisé par le lycée afin de permettre aux élèves d'accéder à une classe de meilleure niveau, voire de rejoindre la classe GIFTED qui regroupe des élèves spéciaux.
Pang, un élève de la plus mauvaise classe (classe VIII), réussit étrangement cet examen et intègre le programme GIFTED. Lui et ses nouveaux camarades se rendent compte qu'ils ont été sélectionnés pour développer leurs pouvoirs surnaturels cachés. 

## Distribution

### Acteurs principaux
- Korapat Kirdpan (Nanon) : Pawaret "Pang" Sermrittirong
- Wachirawit Ruangwiwat (Chimon) : Wasuthorn "Wave" Worachotmethee
- Apichaya Thongkham (Lily) : Chayanit "Namtaan" Prachkarit
- Harit Cheewagaroon (Sing) : Wichai "Ohm" Sai-Ngern
- Ramida Jiranorraphat (Jane) : Irin "Claire" Jaratpun
- Atthaphan Phunsawat (Gun) : Punn Taweesilp
- Pattadon Janngeon (Fiat) : Thanakorn "Korn" Gorbgoon
- Napasorn Weerayuttvilai (Puimek) : Patchamon "Mon" Pitiwongkorn
- Chatchawit Techarukpong (Victor) : Porama "Pom" Wongrattana
- Chayapol Jutamat (AJ) : Chanuj "Jack" Saeliu et Chayakorn Jutamat (JJ) : Chanet "Jo" Saeliu
- Katreeya English : Ladda Ngamkul
- Wanchana Sawatdee : Supot Chueamanee

### Acteurs secondaires
- Wanwimol Jaenasavamethee : Rawin "Koi" Boonrak
- Pumipat Paiboon : Pakorn "Nac" Meechoke
- Suthita Kornsai : Mamuang
- Pumrapee Raksachat : Folk
- Duangkamol Sukkawatwiboon : Chayanee Prachkarit
- Praeploy Oree : Pangrum
- Chatchanut Prapaweewattananon : Best
- Thanakorn Ponwannapongsa : Fluk
- Manatchaya Phutthakao : Chaem
- Thongchai Pimapansree : Art
- Rapee Pattanacharoen : Duke
- Tipnapa Chaipongpat : Jane
- Supakan Benjaarruk : Nicha Kannula
- Nattamon Thongchiew : Wipawee Suwannaparn